# Aleksandr Jefriemow
Aleksandr Iłłarionowicz Jefriemow (ros. Александр Илларионович Ефремов, ur. 10 kwietnia?/23 kwietnia 1904 w Moskwie, zm. 23 listopada 1951 tamże) – radziecki polityk, zastępca przewodniczącego Rady Ministrów ZSRR (1949-1951), członek Biura/Prezydium Rady Ministrów ZSRR (1949-1951).
Od 1924 członek RKP(b), 1935 ukończył Instytut Budowy Obrabiarek w Moskwie, po czym pracował w fabryce obrabiarek im. Ordżonikidze, której od września 1936 do kwietnia 1938 był dyrektorem. Od kwietnia do września 1938 zastępca przewodniczącego, a od 9 września do 11 grudnia 1938 przewodniczący Komitetu Wykonawczego Rady Obwodowej w Moskwie. Od 3 listopada 1938 do 14 kwietnia 1939 przewodniczący Rady Miejskiej w Moskwie, od lutego 1939 do 17 kwietnia 1940 I zastępca ludowego komisarza budowy maszyn ciężkich ZSRR, od 21 marca 1939 do śmierci członek KC WKP(b). Od 17 kwietnia 1940 do 5 czerwca 1941 ludowy komisarz budowy maszyn ciężkich ZSRR, od 5 czerwca 1941 do 8 marca 1949 ludowy komisarz/minister przemysłu obrabiarek ZSRR, równocześnie od września 1941 zastępca ludowego komisarza przemysłu czołgowego ZSRR. Od 8 marca 1949 do śmierci zastępca przewodniczącego Rady Ministrów ZSRR Józefa Stalina i członek Biura/Prezydium Rady Ministrów ZSRR. Deputowany do Rady Najwyższej ZSRR 2 i 3 kadencji. Pochowany na cmentarzu przy Murze Kremlowskim.

## Odznaczenia
- Order Lenina (dwukrotnie, pierwszy raz 15 kwietnia 1939)
- Order Czerwonego Sztandaru Pracy
- Order Kutuzowa II klasy